# Claassenia gigas
Claassenia gigas är en bäcksländeart som först beskrevs av František Klapálek 1916.  Claassenia gigas ingår i släktet Claassenia och familjen jättebäcksländor. Inga underarter finns listade i Catalogue of Life.